# 蒲黄榆站
蒲黄榆站是一个位于中国北京市丰台区东铁匠营街道、方庄街道蒲黄榆路、蒲方路、安乐林路交叉口，属于北京地铁5号线和14号线的地铁换乘站，5号线部分于2007年10月7日开通，14号线部分则于2015年12月26日开通。

## 位置及名称
这个站位于蒲方路、安乐林路与蒲黄榆路交汇处。5号线车站位于蒲黄榆路正下方，14号线车站位于蒲芳路正下方。“蒲黄榆”这一地名源于1954年，当时方庄一带的蒲庄、黄土坑、榆树村组建合作社时，自北向南取三个村的首字命名，是为蒲黄榆农业生产合作社。“蒲黄榆”这一名称不久即被高庙村、蒲庄村、南胡同村一带新建的单位居民区沿用，并逐渐成为当地的地名。

## 车站设计
蒲黄榆站分5号线和14号线两个站场，5号线车站为单拱单柱双层岛式车站，色调为苹果绿色，是5号线唯一一个单柱车站；14号线车站为双柱双层三跨（西端为三层）岛式车站，色调为黄色。

### 车站楼层
| 地面层                            | 街道                          | A－G出入口                       |
| 地下一层 5号线站厅层              | 站厅                          | 安全检查、自动售票机、客服中心等 |
| 地下二层 5号线站台层 14号线站厅层 | 站厅                          | 安全检查、自动售票机、客服中心等 |
| 地下二层 5号线站台层 14号线站厅层 | █ 5号线往天通苑北（天坛东门） |                                  |
| 地下二层 5号线站台层 14号线站厅层 | 島式月台，左側開门            |                                  |
| 地下二层 5号线站台层 14号线站厅层 | █ 5号线往宋家庄（刘家窑）     |                                  |
| 地下三层 14号线站台层             |                               | █ 14号线往张郭庄（景泰）         |
| 地下三层 14号线站台层             | 島式月台，左側開门            |                                  |
| 地下三层 14号线站台层             | █ 14号线往善各庄（方庄）      |                                  |

### 站厅
蒲黄榆站5号线站厅位于地下一层，整体在蒲黄榆路下方，东侧付费区内通过2组扶梯连接下层的14号线站厅。14号线站厅位于地下二层，整体在蒲方路地下，南面设有题为《蒲黄榆的记忆》的壁画。

### 站台
5号线蒲黄榆站站台位于蒲黄榆路地底，为单柱岛式站台；14号线蒲黄榆站位于蒲方路地底，为双柱岛式站台，14号线轨道在车站西端下穿5号线。两线站台均设有屏蔽门。

## 出入口
共7个出入口：A（5号线西北）、B（5号线东北）、C（5号线东南）、D（5号线西南）、E（14号线西北）、F（14号线东北）、G（14号线东南）。其中B口和E口同时接入5号线和14号线的站厅。
|                                                                      |                  |                                                                              |      |                |
|                                                                      |                  |                                                                              |      |                |
| 编号                                                                 | 邻接街道         | 建议前往目的地                                                               | 图片 | 无障碍设施图片 |
| 连通 5号线站厅                                                       |                  |                                                                              |      |                |
| 出口 · A · 盲道标志 · 扶手电梯标志                                   | 蒲黄榆路（西侧） | 蒲安北里、蒲黄榆派出所、北京联合大学蒲黄榆校区                               |      | 不適用         |
| 出口 · C · 盲道标志 · 无障碍通道标志 · 轮椅升降台标志 · 扶手电梯标志 | 蒲黄榆路（东侧） | 芳群园一区                                                                   |      |                |
| 出口 · D · 盲道标志 · 扶手电梯标志                                   | 蒲黄榆路（西侧） | 公交蒲黄榆站、安乐林路、东铁营一小、蒲安东里、丰台区东铁匠营第一中学(东校区) |      | 不適用         |
| 连通 5号线、 14号线站厅                                              |                  |                                                                              |      |                |
| 出口 · B · 盲道标志 · 扶手电梯标志                                   | 蒲方路（北侧）   | 公交蒲芳路西口站、芳古园一区                                                 |      | 不適用         |
| 出口 · E · 盲道标志 · 扶手电梯标志                                   | 蒲黄榆路（东侧） | 公交蒲黄榆站、芳古园一区                                                     |      | 不適用         |
| 连通 14号线站厅                                                      |                  |                                                                              |      |                |
| 出口 · F · 盲道标志 · 无障碍通道标志 · 升降机标志 · 扶手电梯标志     | 蒲方路（北侧）   | 公交芳古园站、芳群路，芳古园一区、方庄体育公园                               |      |                |
| 出口 · G · 盲道标志 · 扶手电梯标志                                   | 蒲方路（南侧）   | 公交蒲芳路西口站、芳群路、芳群园一区、中央音乐学院附属中等音乐学校           |      | 不適用         |
| 註： 設有 \| 設有 \| 設有 \| 設有輪椅升降台 \| 設有扶手電梯          |                  |                                                                              |      |                |

## 历史
2000年，当时即将开工的5号线已包括蒲黄榆站，该站也是5号线初步计划中的10座换乘站之一。2002年12月27日，5号线正式开工，蒲黄榆站成为第一批动工的车站之一。该站于2007年10月7日启用。
在2009年6月获批复的14号线规划方案中，蒲黄榆站被列为14号线与5号线的换乘站。14号线蒲黄榆站于2011年1月开工。
2015年10月17日至11月20日，5号线蒲黄榆站因换乘改造而暂时封闭。同年12月26日，14号线蒲黄榆站开通。